# Joachim Nitsche
Joachim Nitsche (* 2. September 1926 in Nossen in Sachsen; † 12. Januar 1996 in Freiburg im Breisgau) war ein deutscher Mathematiker, der sich mit partiellen Differentialgleichungen und numerischer Mathematik beschäftigte.

## Leben und Wirken
Seine Eltern waren Gymnasiallehrer für Mathematik und Physik. Nach dem Wehrdienst im Zweiten Weltkrieg und Kriegsgefangenschaft machte er 1946 das Abitur in Bischofswerda und studierte er ab 1947 Mathematik an der Universität Göttingen, wo er sein Diplom bei Franz Rellich erhielt. 1951 wurde er bei Wolfgang Haack an der TU Berlin promoviert. Zwei Jahre später habilitierte er sich 1953 an der TU Berlin mit der Arbeit Randwertprobleme für die Einbettung und Verbiegung positiv gekrümmter berandeter Flächenstücke und wurde 1955 Dozent an der FU Berlin. 1957 ging er zu IBM in Böblingen, wo er sein Forschungsgebiet zur numerischen Mathematik verlagerte.
1958 wurde Nitsche außerplanmäßiger Professor an der Albert-Ludwigs-Universität Freiburg, wo er 1962 bis zu seiner Emeritierung 1991 den Lehrstuhl für Angewandte Mathematik innehatte. 1971/72 war er Dekan der Mathematischen Fakultät.
Er war seit 1952 mit Gisela Lange verheiratet und hatte drei Kinder. Sein Bruder Johannes Nitsche war ebenfalls ein bekannter Mathematiker.

## Forschung, Leistungen
Anfangs befasste er sich mit partiellen Differentialgleichungen im Rahmen der Differentialgeometrie (Verbiegung von Flächen und Einbettung von Biegeflächen). In der numerischen Mathematik befasste er sich mit Spline-Funktionen und insbesondere mit Finiten Elementen zum Beispiel für die Lösung parabolischer und elliptischer partieller Differentialgleichungen, deren Fehlerabschätzung und deren Konvergenzeigenschaften. Er gehörte auf diesem Gebiet zu den weltweit führenden Wissenschaftlern und hielt darüber Tagungen im Oberwolfach (1977, 1980). Er befasste sich auch mit Spieltheorie und Optimierungsaufgaben. 1978 war er Invited Speaker auf dem Internationalen Mathematikerkongress in Helsinki (Approximation des eindimensionalen Stefan-Problems durch Finite Elemente).